# Beaumat
Beaumat korábbi község Franciaországban, Lot megyében. Lakosainak száma 75 fő (2018. január 1.). Beaumat Frayssinet, Lamothe-Cassel, Vaillac és Labastide-Murat községekkel határos.
2016. január 1-jén négy másik korábbi községgel egyesült és az így létrejött Cœur de Causse új község része lett.

## Népesség
A település népességének változása:
| Lakosok száma | 107  | 101  | 98   | 78   | 63   | 77   | 78   | 81   | 78   | 75   |
|               | 1962 | 1968 | 1982 | 1990 | 1999 | 2008 | 2011 | 2013 | 2017 | 2018 |